# Emanuela Zanchi
Emanuela Zanchi (Milaan, 17 oktober 1977) is een Italiaanse waterpolospelster.
Emanuela Zanchi nam als speelster tweemaal deel aan de Olympische Spelen in 2004 en 2008. Ze won in 2004 een gouden medaille, vier jaar later in Peking eindigde Italië op de zesde plaats.
In de competitie speelde Zanchi voor RN Pescada en Geymonat Orizzonte Catania.
Francesca Conti · 
Martina Miceli · 
Carmela Allucci · 
Silvia Bosurgi · 
Elena Gigli · 
Emanuela Zanchi · 
Tania di Mario · 
Cinzia Ragusa · 
Giusy Malato · 
Alexandra Araujo · 
Maddalena Musumeci · 
Melania Greco · 
Noemi Toth · 
Pierluigi Formiconi (bondscoach) · 
Mauro Maugeri (assistent-coach)
Federica Rocco · 
Chiara Brancati · 
Silvia Bosurgi · 
Teresa Frassinetti · 
Martina Miceli · 
Maddalena Musumeci · 
Francesca Pavan · 
Cinzia Ragusa · 
Tania di Mario · 
Elisa Casanova · 
Elena Gigli · 
Emanuela Zanchi · 
Erzsebet Valkai · 
Mauro Maugeri (bondscoach)